# Plac Pocztowy w Łomży
Plac Pocztowy w Łomży – usytuowany pomiędzy pl. Kościuszki oraz ulicami: Wojska Polskiego, 3 Maja i al. Legionów. 
W 1838 roku wytyczono w Łomży nowy plac zwany Poprawczym, który w 1843 roku został przemianowany na Plac Pocztowy. Nazwa Plac Poprawczy wywodziła się od wzniesionego w latach 1824-1825 Więzienia Policji Poprawczej Wydziału Łomżyńskiego, rozebranego w 1935 r. Plac Pocztowy był bezpośrednim przedłużeniem Ulicy Dwornej i posiadał dwa skwery. Do początku XX wieku Plac obejmował też skwerek pod drugiej stronie ul. Wojska Polskiego. Na przestrzeni lat plac kilkakrotnie zmieniał nazwy. W 1934 przemianowano go na Plac Wolności, kilka lat później powrócono do starej nazwy, a w 1946 r. nazwano go Placem Stanisława Dubois. W 1982 r. przywrócono nazwę Plac Pocztowy. Nazwa placu związana jest z budynkiem wybudowanym w latach 1843-1844 w którym, do chwili obecnej znajduje się siedziba poczty głównej w Łomży.